# Kamára (ort)
Kamára (Kamara) är en ort i Grekland.   Den ligger i prefekturen Nomós Kerkýras och regionen Joniska öarna, i den västra delen av landet, 400 km nordväst om huvudstaden Aten. Kamára ligger 261 meter över havet och antalet invånare är 112. Den ligger på ön Korfu.
Terrängen runt Kamára är kuperad åt sydväst, men åt nordost är den platt. Havet är nära Kamára åt sydväst.  Närmaste större samhälle är Korfu, 8,6 km nordost om Kamára. 